# Boleslas de Bytom
Boleslas ou Bolko de Bytom (en polonais Bolesław bytomski) ; né en 1330 –  † vers 4 octobre 1355), est un duc polonais de la dynastie des Piast de Silésie duc de Koźle (en allemand Kosel) à partir de 1347 et de Bytom (en allemand Beuthen) en 1352 jusqu'à sa mort.

## Origine
Bolesław parfois nommé Bolko est le second fils du duc Ladislas de Bytom mais l'aîné issu de son second mariage avec Lukardis de Mecklembourge, fille de  Henri II le Lion, prince de Mecklembourg et seigneur de Stargard.

## Règne
Après la mort de son demi-frère aîné Casimir en 1347, Bolesław lui succède comme duc de Koźle (en allemand Kosel). Cinq ans plus tard en 1351-1352, après la mort de leur père il devient aussi duc de Bytom (en allemand Beuthen).
En 1354 il fait partie de la suite qui accompagne Charles IV du Saint-Empire qui se rend à Rome pour y recevoir la couronne d'empereur par le pape. Il décède brutalement d'une cause inconnue entre le 4 octobre et le 15 décembre 1355. Il est inhumé dans la cathédrale de Venzone dans un beau tombeau de pierre endommagé lors d'un tremblement de terre en 1976 mais qui a été depuis restauré.
Avec Bolesław la lignée masculine de Bytom-Koźle de la dynastie des Piast de Silésie s'éteint. Selon son souhait il laisse Bytom à son épouse comme douaire  Oprawa wdowia. Cependant immédiatement après sa mort un conflit éclate pour son héritage dans sa parenté du fait de la clause d'un traité signé entre son père Władysław et le roi de Bohême, qui prévoyait la dévolution de la succession en ligne féminine en cas d'absence d'héritier mâle.
Le duc Conrad Ier d'Oleśnica, époux d'Euphemia la demi-sœur ainé de  Bolesław  et Casimir Ier de Cieszyn, le tuteur légal des filles de Bolesław, réclament tous deux la totalité de la succession de Bolesław. Le conflit ne se termine qu'en 1357 : Koźle qui avait été saisi par Conrad Ier en 1355 demeure entre les mains des ducs d'Oleśnica, qui obtiennent également la moitié de Bytom, pendant que les ducs de Cieszyn reçoivent l'autre moitié de Bytom, Gliwice, Toszek et Pyskowice.

## Union et postérité
Le 14 février 1347 Bolesław épouse Marguerite de Sternberg († après 5 juin 1365), fille d'un riche magnat morave Jaroslav z Šternberk (en allemand von Sternberg). Comme dot elle reçoit la somme de  60 gros de Prague. Ils ont trois filles:
- Elisabeth (née vers 1347/50 – † 1374), épouse en 1360 le duc Przemysław Ier Noszak, de Cieszyn.
- Euphemia (née 1350/52 – † 26 août 1411), épouse d'abord en 1364 le duc Venceslas de Niemodlin puis en 1369 le Duke Bolko III de Ziębice.
- Bolka (née 1351/55 – † vers le 15 octobre 1428), épouse en 1360 Čeněk z Vartemberka (of Wartenberg). Elle devient religieuse après sa mort en 1396, et abbesse de Trzebnica en 1405.

## Source
- (en) Cet article est partiellement ou en totalité issu de l’article de Wikipédia en anglais intitulé « Bolesław of Bytom » (voir la liste des auteurs), édition du 30 juin 2014.
- (de) Europaïsche Stammtafeln Vittorio Klostermann, Gmbh, Francfort-sur-le-Main, 2004  (ISBN 3465032926),  Die Herzoge von Oppeln bis 1313, von Beuthen und Kosel  †1354/1355 des Stammes der Piasten  Volume III Tafel 15.
- (en) & (de) Peter Truhart, Regents of Nations, K. G Saur Münich, 1984-1988 (ISBN 359810491X), Art. « Beuthen (pol. Bytom) »  p. 2.448.